# Ниемиярви
Ниемиярви — озеро на территории Костомукшского городского округа Республики Карелии.

## Общие сведения
Площадь озера — 1,6 км², площадь водосборного бассейна — 36,6 км². Располагается на высоте 236,0 метров над уровнем моря.
Форма озера лопастная, продолговатая: оно вытянуто с севера на юг. Берега изрезанные, каменисто-песчаные, преимущественно возвышенные.
Через озеро протекает река Толлойоки, впадающая в озеро Верхнее Куйто.
По центру озера расположен относительно крупный (по масштабам водоёма) остров без названия.
На южном берегу озера располагаются садовые участки, к которым подходит просёлочная дорога.
Код объекта в государственном водном реестре — 02020000811102000004005.